# Euphyia genurma
Euphyia genurma là một loài bướm đêm trong họ Geometridae.